# سلام، این منم!
سلام، این منم! (ارمنی: Բարև, ես եմ) یک فیلم درام به کارگردانی فرونزه دولاتیان است که در سال ۱۹۶۶ منتشر شد
این در جشنواره فیلم کن ۱۹۶۶ حضور یافت و نامزد دریافت نخل طلا شد. جایزه دولتی ارمنستان شوروی به این فیلم اعطا گردید.
داستان این فیلم بر مبنای زندگینامه آرتیوم آلیخانیان نگاشته شده‌است.
از بازیگران آن می‌توان به آرمن ژیگارخانیان، مارگاریتا ترخووا، گالیا نوونتس، رولان بیکوف، فرونزه دولاتیان و ناتالیا فاتایوا اشاره کرد.